# Al-Muhafazat al-Wusta
Al-Muhafazat al-Wusta (arab. المحافظة الوسطى) – zniesiona we wrześniu 2014 muhafaza w Bahrajnie. Od północy graniczyła z muhafazą al-Asima, od zachodu z asz-Szimalijja, od południa z al-Dżanubijja, od wschodu miała dostęp do Zatoki Perskiej. Po likwidacji jej terytorium zostało podzielone pomiędzy sąsiednie muhafazy. Po zmianach podziału administracyjnego w liczba muhafaz Bahrajnu zmniejszyła się z 5 do 4.

## Demografia
Według spisu ludności przeprowadzonego w 2010 muhafazę zamieszkiwały 326 305 osoby.